# Martín Eduardo Zúñiga
Martín Eduardo Zúñiga Barrios (Tapachula, Chiapas, 14 de abril de 1993) es un futbolista mexicano. Se desempeña como delantero y su equipo actual es el  KF Feronikeli 74 de la Superliga de Kosovo. A lo largo de su carrera Martín Zúñiga formando parte de las fuerzas básicas de Club América ha sido llamado a Selección mexicana en diversas categorías menores, siendo la más relevante el Torneo masculino de fútbol en los Juegos Centroamericanos y del Caribe de 2014 donde el equipo ganó la medalla de oro.

## Trayectoria
Lo debutó el técnico Miguel Herrera con el América el 22 de septiembre de 2012 en el Torneo Apertura 2012, entrando de cambio al minuto 83 por Raúl Jiménez con el número 85 en su dorsal, enfrentándose a Cruz Azul en el Estadio Azul.

## Selección nacional

### Goles internacionales
| Gol | Fecha                   | Sede                                                      | Oponente   | Marcador | Resultado | Competición                          |
| --- | ----------------------- | --------------------------------------------------------- | ---------- | -------- | --------- | ------------------------------------ |
| 1.  | 22 de noviembre de 2014 | Estadio Luis "Pirata" Fuente, Veracruz, México            | Jamaica    | 1–0      | 5–0       | Juegos Centroamericanos y del Caribe |
| 2.  | 22 de noviembre de 2014 | Estadio Luis "Pirata" Fuente, Veracruz, México            | Jamaica    | 2–0      | 5–0       | Juegos Centroamericanos y del Caribe |
| 3.  | 22 de noviembre de 2014 | Estadio Luis "Pirata" Fuente, Veracruz, México            | Jamaica    | 3–0      | 5–0       | Juegos Centroamericanos y del Caribe |
| 4.  | 3 de junio de 2015      | Stade de Lattre-de-Tassigny, Aubagne, Francia             | Inglaterra | 2–1      | 2–1       | Torneo Esperanzas de Toulon          |
| 5.  | 13 de julio de 2015     | Hamilton Pan Am Soccer Stadium, Hamilton, Ontario, Canadá | Paraguay   | 1–0      | 1–1       | Juegos Panamericanos                 |

## Clubes
| Club                      | País      | Año               | Partidos | Goles |
| ------------------------- | --------- | ----------------- | -------- | ----- |
| Club América              | México    | 2012 - 2013       | 12       | 6     |
| Chiapas F.C.              | México    | 2013 - 2014       | 41       | 9     |
| Club América              | México    | 2014 - 2015       | 28       | 6     |
| Dorados de Sinaloa        | México    | 2016              | 15       | 2     |
| Chiapas F.C.              | México    | 2016              | 0        | 0     |
| Cafetaleros de Tapachula  | México    | 2017              | 10       | 0     |
| Alebrijes de Oaxaca       | México    | 2017 - 2018       | 37       | 8     |
| C.F. Cruz Azul            | México    | 2018 - 2019       | 8        | 0     |
| Celaya F.C.               | México    | 2019 - 2020       | 18       | 1     |
| Mineros de Zacatecas      | México    | 2020 - 2021       | 16       | 1     |
| Atlético Morelia          | México    | 2021              | 9        | 2     |
| D. Xinabajul              | Guatemala | 2021 - 2022       | 0        | 0     |
| Correcaminos de la U.A.T. | México    | 2022 - 2023       | 37       | 8     |
| Tepatitlán F.C.           | México    | 2023 - 2024       | 14       | 4     |
| KF Feronikeli 74          | Kosovo    | 2024 - Actualidad | 3        | 0     |

## Palmarés

### Campeonatos nacionales
| Título     | Club                | País   | Año  |
| ---------- | ------------------- | ------ | ---- |
| Liga MX    | América             | México | 2013 |
| Liga MX    | América             | México | 2014 |
| Ascenso MX | Alebrijes de Oaxaca | México | 2017 |
| Copa MX    | Cruz Azul           | México | 2018 |

### Títulos internacionales
| Título                                                       | Club                | País   | Año     |
| ------------------------------------------------------------ | ------------------- | ------ | ------- |
| Concacaf Liga Campeones                                      | América             | México | 2014-15 |
| Torneo de fútbol en los Juegos Centroamericanos y del Caribe | Selección de México | México | 2014    |

### Campeonatos Amistosos
| Título           | Club    | País   | Año  |
| ---------------- | ------- | ------ | ---- |
| Copa Insurgentes | América | México | 2010 |

### Distinciones individuales
| Distinción                                       | Año  |
| ------------------------------------------------ | ---- |
| Máximo goleador de la Copa MX (5 goles)          | 2012 |
| Jugador revelación de la Concacaf Liga Campeones | 2015 |